# الجيد
الجيد قرية سورية تتبع ناحية قلعة المضيق في منطقة السقيلبية في محافظة حماة. بلغ عدد سكانها 2242 نسمة في عام 2004 حسب إحصاء المكتب المركزي للإحصاء.
تقع بلدية الجيد شمال غرب محافظة حماة في سهل الغاب ويتبع لها مزرعة الشعيرة والثورة وتشتهر بزراعة القمح والشوندر وتربية المواشي كمصدر أساسي للمعيشة.

## وصلات خارجية
- الوحدات الإدارية في محافظة حماة